# Kälteidiotie
Kälteidiotie ist der rechtsmedizinische Ausdruck für ein paradoxes Verhalten wie paradoxes Entkleiden, das ein Erfrierender an den Tag legen kann. Der Betroffene beginnt sich auszuziehen, obwohl sein Körper bereits stark unterkühlt ist. Das liegt daran, dass sich bei großer Kälte die Gefäße in den Extremitäten stark zusammenziehen, um den Organismus zu schützen und das Blut zu den lebenswichtigen Organen zu transportieren (deswegen treten Erfrierungen auch zunächst an den Händen, Füßen oder der Nase auf). Kurz vor dem Tod weiten sich die Gefäße wieder, das Blut schießt zurück in die unterkühlten Extremitäten. Dem Betroffenen wird warm und er beginnt zu schwitzen. Die Kälteidiotie tritt auf, wenn die Körperkerntemperatur unter 32 °C sinkt. Ein Erfrierender ist in diesem Stadium bereits nicht mehr in der Lage, sich selbst zu helfen. Werden entkleidete Erfrorene aufgefunden, wird manchmal fälschlicherweise angenommen, dass sie Opfer eines Sexualverbrechens waren.

## Rezeption in den Medien
Im Film Everest, welcher von der Everest-Tragödie von 1996 handelt, fängt ein erfrierender Bergführer an sich zu entkleiden, woraufhin er einen Berghang hinabrutscht.